# Utada Hikaru in Budokan 2004 光之5
《Utada Hikaru in Budokan 2004 光之5》（日语：Utada Hikaru in Budokan 2004 ヒカルの5）是日本歌手宇多田光的影音作品，於2004年7月28日以DVD版本發行。

## 概要
- 本作收錄宇多田光於2004年2月連日於武道館舉辦的演唱會情況，並從動員5萬人的5場公演中選取了2月7日、8日及10日三天的場次混剪而成。
- 演唱會標題「光之5」是結合其喜愛的漫畫《棋魂》的名字跟出道5週年而成。
- DVD單曲《如願以償》於同日發售。

## 收錄曲
1. 光
2. traveling
3. Another Chance
4. In My Room
5. Can You Keep A Secret?
6. Addicted To You [UP-IN-HEAVEN MIX]
7. SAKURA Drops
8. 太陽眼鏡 (Rehearsal Scene)
9. 甜蜜陷阱 ~Paint It, Black
10. Movin' on without you
11. 踹開它!
12. Wait&See ～Risk～
13. COLORS
14. First Love
15. Deep River
16. DISTANCE
17. 謊言般的I Love You
18. Automatic
19. 讓我們幸福吧
20. B&C